# Estádio Manoel Schwartz
Estádio Manoel Schwartz, popularmente chamado de Estádio de Laranjeiras, é o histórico estádio do Fluminense Football Club, situado no bairro de Laranjeiras, na Zona Sul da cidade do Rio de Janeiro, possuindo esse nome como homenagem ao presidente histórico do clube, Manoel Schwartz, que tem uma vitoriosa história pelo clube. O Tricolor não joga em seu campo desde 26 de fevereiro de 2003, visto que o local não atendia aos parâmetros do Estatuto do Torcedor.
Estádio de Laranjeiras ou Estádio das Laranjeiras, são os nomes mais populares que o estádio possui e vem do bairro de Laranjeiras, onde ele se situa. Desde 1904 no mesmo local e anteriormente à construção de sua estrutura de cimento em 1919 era chamado de Campo da Rua Guanabara, depois de virar estádio também ganhou a designação popular de Estádio de Álvaro Chaves, devido ao nome da rua onde fica localizada a sua entrada social, antiga Rua Retiro da Guanabara (Guanabara), e depois passou a ser chamar Estádio Manoel Estádio Manoel Schwartz.

## Uso incorreto de artigo
Os moradores do bairro e da cidade do Rio de Janeiro se referem a Laranjeiras sem o uso do artigo definido feminino plural, ou seja, não utilizam "as", "das", "nas", "às", nem "pelas". No entanto, muitos habitantes externos ao Rio pensam equivocadamente que o uso do artigo seja correto, até porque a via principal do bairro é denominada "Rua das Laranjeiras". O correto, porém, são as formas "de Laranjeiras", "em Laranjeiras", "a Laranjeiras", "por Laranjeiras", e não "das Laranjeiras", "nas Laranjeiras", "às Laranjeiras" nem "pelas Laranjeiras".
O uso com artigo é reservado apenas para o jornalismo esportivo, que se refere ao Estádio do Fluminense Football Club como "Estádio das Laranjeiras", incorretamente, pois este não é o nome do estádio, sendo uma referência ao bairro onde ele se localiza.
Ao contrário do que imaginam pessoas que não conhecem o local, não há abundância de laranjeiras no bairro. As árvores mais comuns na vizinhança são as mangueiras.

## Introdução
Em seu estádio o Tricolor realizou a maioria dos jogos de seu time profissional durante cerca de 40 anos, usando-o eventualmente depois da inauguração do Maracanã, o que, por motivo de segurança, não faz mais desde 2003.
O Estádio das Laranjeiras, todavia, continua como sede oficial do clube e onde se localiza o campo no qual os times de futebol do Fluminense, exceto o principal, realizam os seus jogos, como os jogos do time de futebol feminino e os das categorias de base. Também ocorrem eventos comemorativos de pequeno porte, projetos sociais e educativos.
Nesse estádio foram decididos quatorze títulos de campeonatos cariocas, além de dois títulos da Copa América, entre outros títulos importantes, inclusive tendo sido realizado em seu complexo esportivo, os Jogos Olímpicos Latino-Americanos em 1922.

## História
Campo da Rua Guanabara

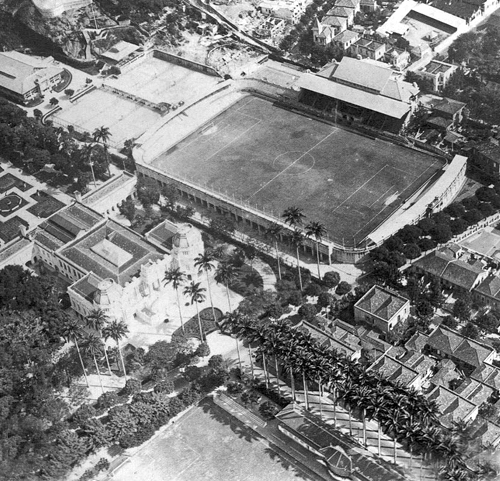
Vista do estádio em 1919, antes de sua ampliação.

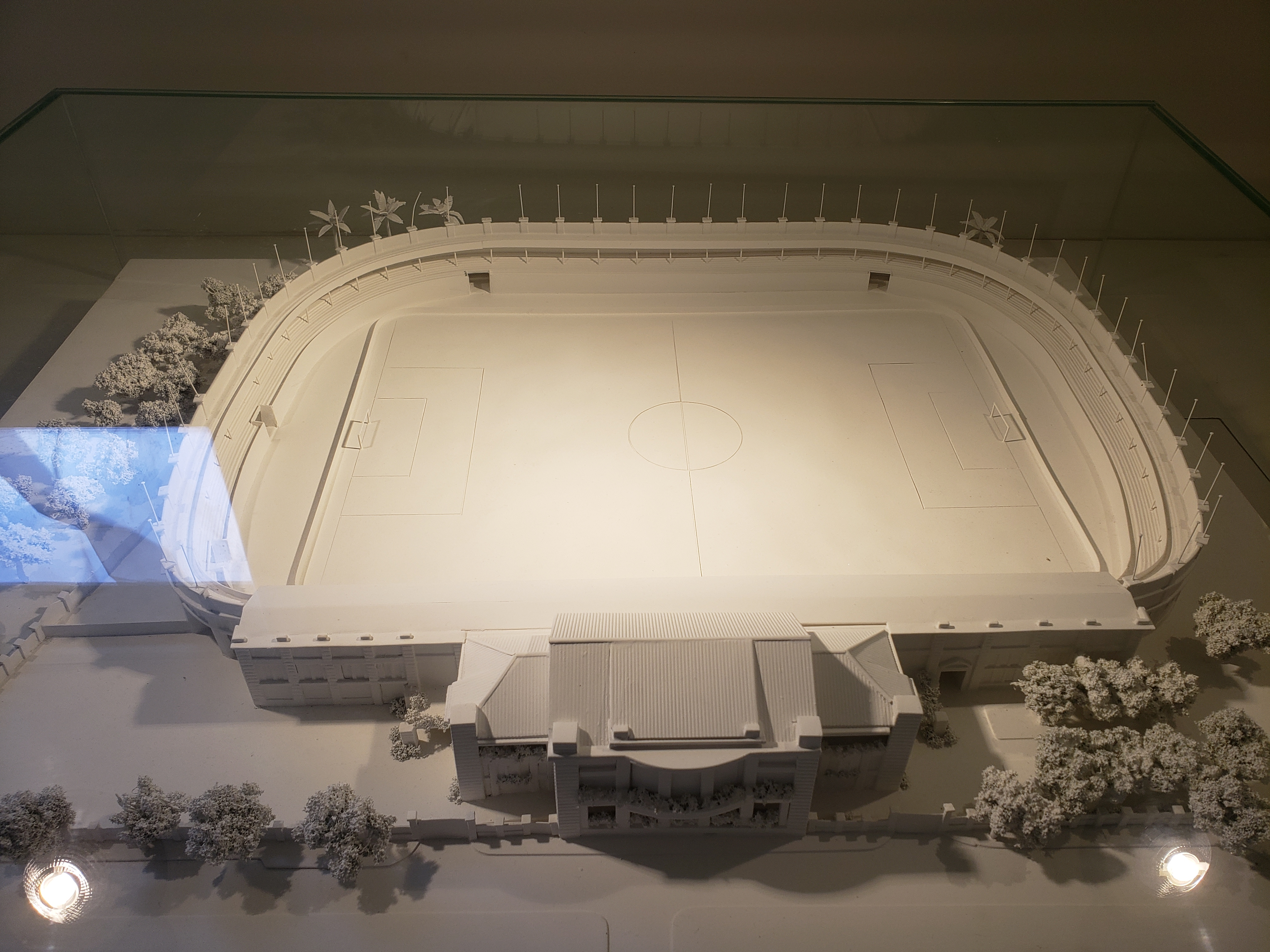
Maquete do estádio ampliado.

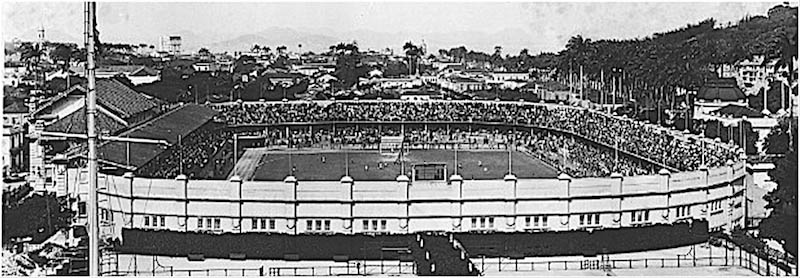
Vista do estádio em 1922, ano de sua ampliação.

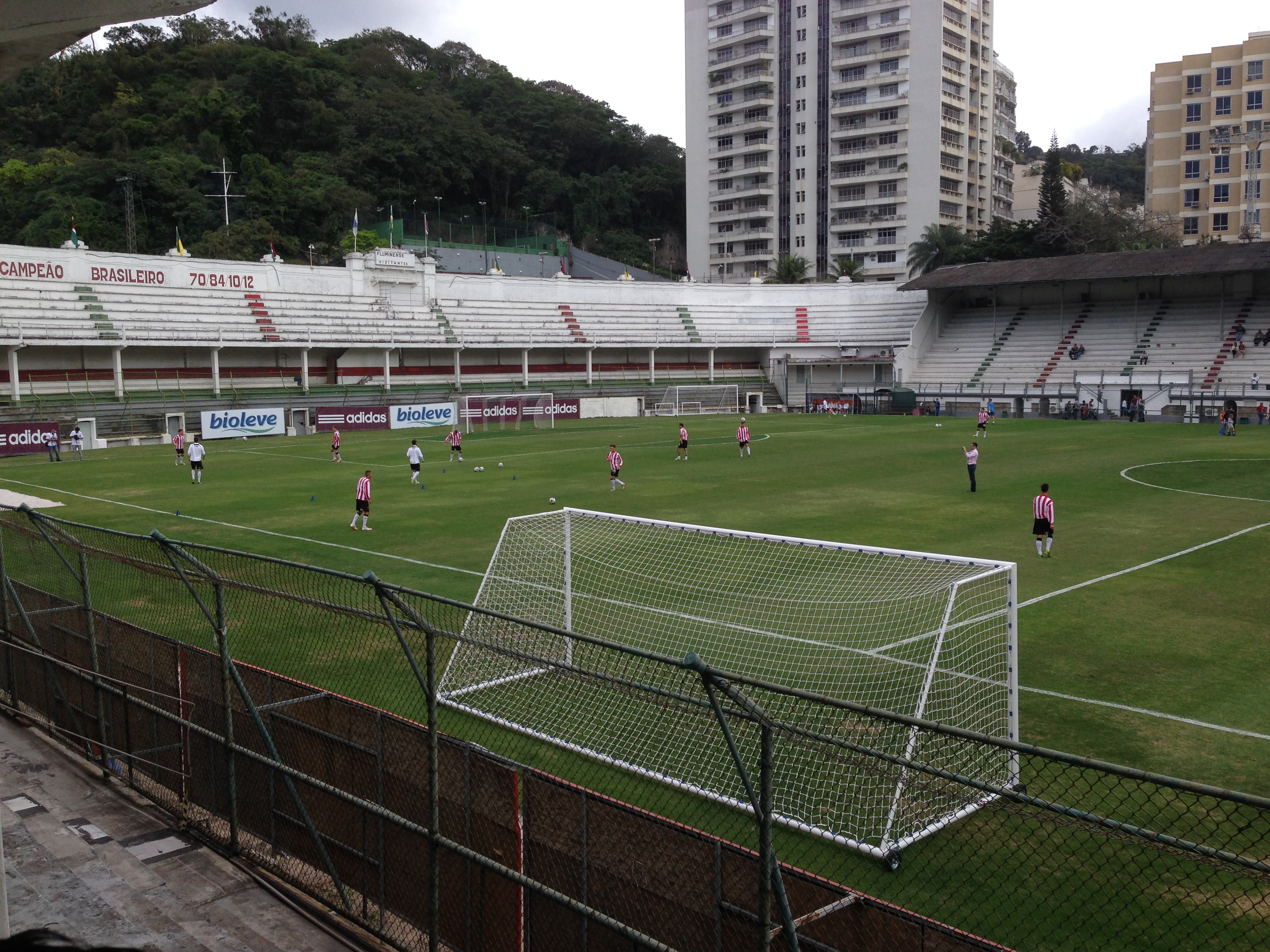
Jogadores do Exeter City treinando em Laranjeiras em 2014.

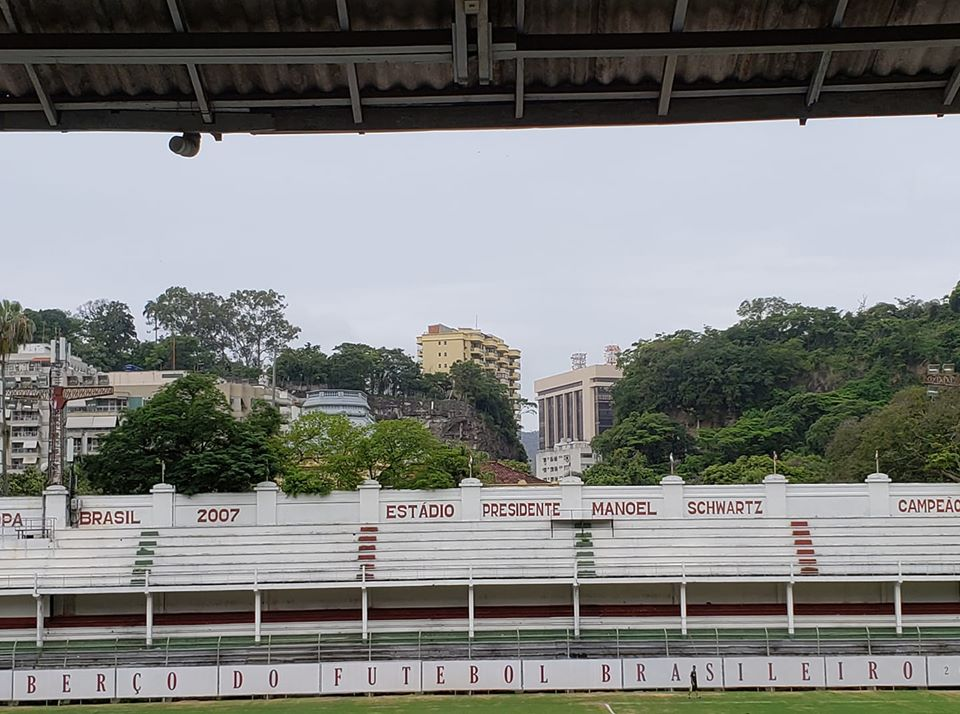
Placa exposta no estádio em 2019.

Em 14 de agosto de 1904, foi realizado o primeiro jogo interestadual no Campo da Rua Guanabara, que ficava no mesmo local do Estádio das Laranjeiras, apenas com o gramado em posição diferente, contra o Paulistano.
Este foi o jogo inaugural da nova praça de esportes no Rio de Janeiro e a diretoria do Fluminense mandou construir uma pequena arquibancada de madeira para acomodar o público, cobrando os primeiros ingressos para um jogo de futebol. A antiga Rua Guanabara é a atual Rua Pinheiro Machado.
Além dos sócios do Fluminense e convidados presentes, foram 806 cartões passados pelos sócios e 190 entradas vendidas a não-sócios na bilheteria, com o ingresso custando $2000 e uma renda apurada de 1:992$000.
Em 1905, Eduardo Guinle construiu, por sua conta, a primeira arquibancada em campos de futebol do Rio de Janeiro. Concluído este melhoramento, o aluguel triplicou.
Neste mesmo ano, mediante empréstimo feito entre os sócios, foi demolida a primeira sede e construída a segunda.
Em 21 de julho de 1914, aniversário de 12 anos do Fluminense, foi disputada no Campo da Rua Guanabara a primeira partida da Seleção Brasileira, por iniciativa do Fluminense e do Paysandu, que patrocinaram a vinda dos jogadores profissionais do Exeter City, da Inglaterra, ao Rio de Janeiro, com cobrança de ingressos de 4$000 para as arquibancadas e de 3$000 para a entrada dos outros espectadores, tendo como resultado final, vitória brasileira por 2 a 0, com gols de Oswaldo Gomes, o primeiro, e de Osman.
A inauguração da terceira sede, em 27 de julho de 1915, foi muito comemorada, culminando com um baile no rink de patinação, quando foi entoado o primeiro hino do Fluminense, de autoria de Paulo Coelho Netto.
Ainda em 1915, o presidente Cunha Freire construiu arquibancada privativa para os sócios e suas famílias. O plano de expansão foi completado com a construção de um novo rink, aquisição de mobiliários, instalação elétrica, aumento das arquibancadas e construção das gerais.
Em 1918, começam as reformas que vão dar origem à quarta sede do Fluminense. As obras terminam em 1920, sob presidência de Arnaldo Guinle, que contratou o arquiteto catalão Hipolyto Pujol para projetar as dependências. Com vitrais belgas e lustre de cristal, o Salão Nobre se tornou palco de muitos shows, bailes, desfiles, óperas e balé.
Ainda hoje é muito utilizado para festas, reuniões e gravação de filmes como Anos Dourados, Dona Flor e seus dois maridos, Villa Lobos, telenovelas e comerciais. A sede é própria e hoje é tombada pelo patrimônio histórico.
Inauguração do Estádio das Laranjeiras
Em 11 de maio de 1919, o Estádio das Laranjeiras, propriedade do Fluminense Football Club, era inaugurado com a partida entre Brasil e Chile. Este foi o primeiro estádio construído no Brasil para grandes espetáculos, com capacidade para 18 000 espectadores. O Brasil venceu a partida por 6 a 0 e, ao final do Campeonato Sul Americano de Seleções, em decisão contra o Uruguai, a Seleção Brasileira conquistava seu primeiro título internacional relevante.
Já a primeira partida do Fluminense no Estádio das Laranjeiras, foi na vitória por 4 a 1 sobre o Vila Isabel em 13 de julho de 1919, em partida válida pelo turno do Campeonato Carioca, com os gols tricolores tendo sido marcados por Welfare (3) e Machado.
Em 1922, o Estádio das Laranjeiras teve a sua capacidade aumentada para 25 000 espectadores, para sediar dois eventos de grande porte comemorativos do Centenário da Independência do Brasil, os Jogos Olímpicos Latino-Americanos (precursor dos Jogos Pan-Americanos) e  o Campeonato Sul Americano de Seleções Nacionais, daquele ano, também conquistado pela Seleção Brasileira, sendo este, o segundo título internacional relevante da seleção canarinho.
Em duas das partidas, contra Chile e contra o Uruguai, o público foi calculado em 30 000 pessoas. Na final, o Brasil venceu o Paraguai por 3 a 0. 
No dia 1 de outubro de 1922 foi realizada a primeira transmissão de uma partida de futebol por rádio da história do Uruguai. Direto de Laranjeiras foi transmitida para o país vizinho a partida entre as seleções nacionais do Brasil e do Uruguai, através de transmissões cabográficas, apontada também como a primeira transmissão de um jogo de futebol por uma estação de rádio no mundo.
Em alguns jogos este estádio teve públicos estimados maiores que a sua capacidade, mas aparentemente o recorde de público pagante deste estádio foi na partida Fluminense 3 a 1 Flamengo, em 14 de junho de 1925, quando 25 718 espectadores pagaram pelos ingressos, embora nos dias de hoje se desconheça o público da partida do Fluminense contra o Sporting Clube de Portugal, realizado em 15 de julho de 1928 na disputa da Taça Vulcain, com o estádio lotado e mais 2 000 cadeiras sendo colocadas na pista de atletismo para comportar o público presente.

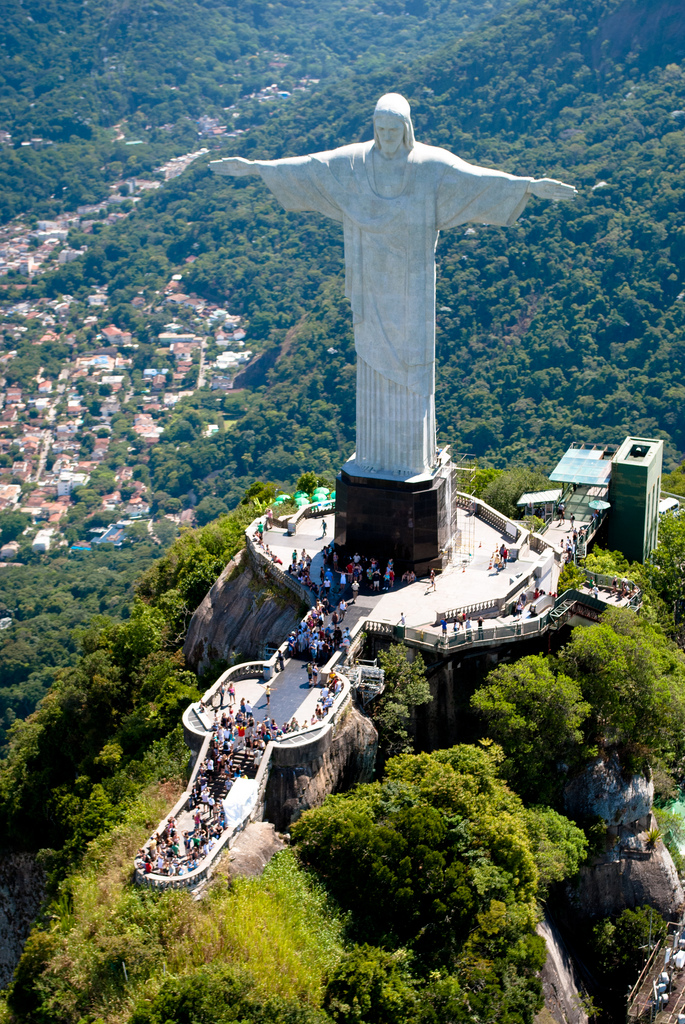
Cristo Redentor, missa de inauguração em Laranjeiras

A Seleção Brasileira jogou 18 jogos nesta sua primeira casa, ganhando 13 e empatando 5, entre 11 de maio de 1919 e 6 de setembro de 1931 e incluindo o primeiro jogo da história da Seleção Brasileira contra o Exeter City, antes da construção das novas arquibancadas. Assim como o jogador do Fluminense e capitão da Seleção, Preguinho, viria a fazer o primeiro gol do Brasil em Copas do Mundo, o também jogador tricolor Oswaldo Gomes, veio a fazer neste estádio o primeiro gol da História da Seleção Brasileira, na vitória por 2 a 0 sobre o Exeter City F. C. da Inglaterra aos 28 minutos de jogo, em 21 de julho de 1914, aniversário de 12 anos do Fluminense Football Club.
O Estádio de Laranjeiras recebeu iluminação artificial já em 21 de junho de 1928, tendo sido ela inaugurada na partida disputada entre a Seleção Carioca de Futebol e o Motherwell Football Club, da Escócia.
O Cristo Redentor é uma das imagens mais conhecidas do mundo, e ajuda a divulgar o Rio de Janeiro e o Brasil no exterior, tendo sido nesse estádio a sua missa de inauguração, ocorrida no dia 12 de outubro de 1931.
Em 11 de outubro de 1942, o Fluminense, que já preparava enfermeiras e militares no clube durante a Segunda Grande Guerra Mundial, doou um avião para a FAB, com a entrega tendo sido feita no Estádio de Laranjeiras. Em 13 de outubro de 2015, a comunidade judaica entregou uma placa ao clube como reconhecimento pelo seu esforço no combate ao nazismo.
Sócios presentes aos jogos

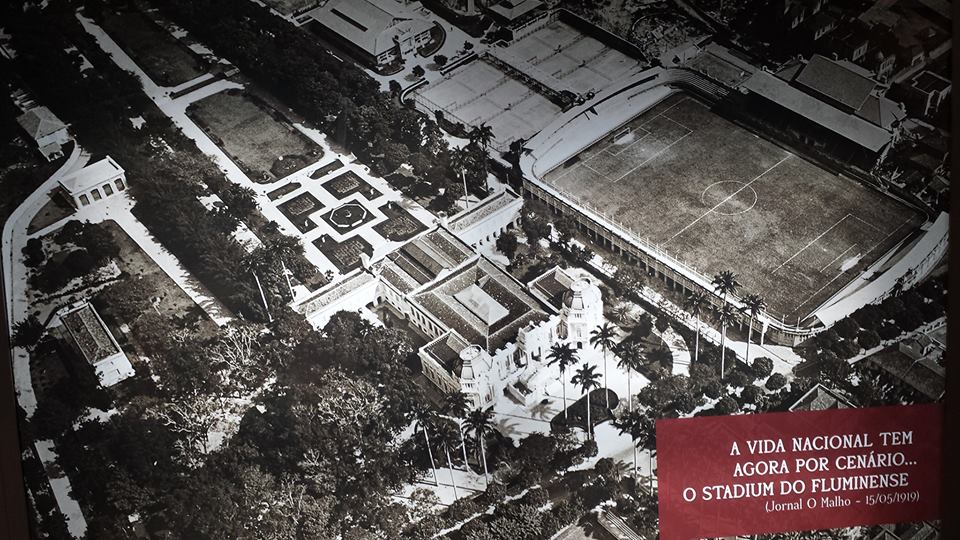
Painel na Sala de Troféus.

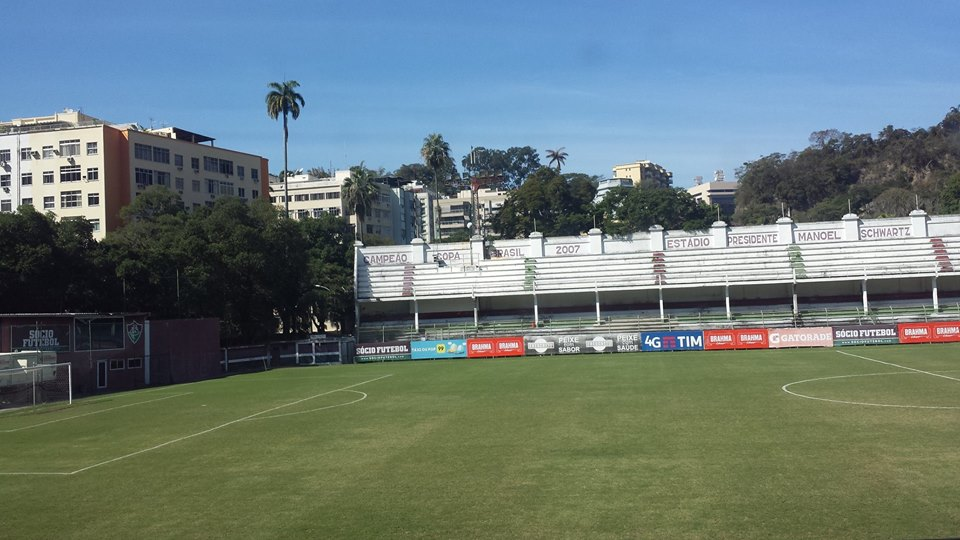
Vista que mostra a falta da antiga arquibancada.

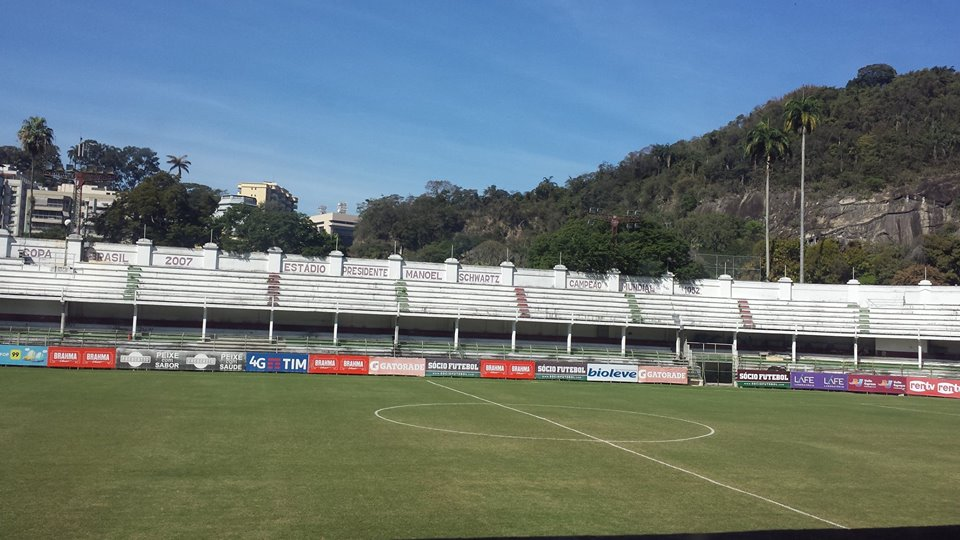
Vista central das arquibancadas.

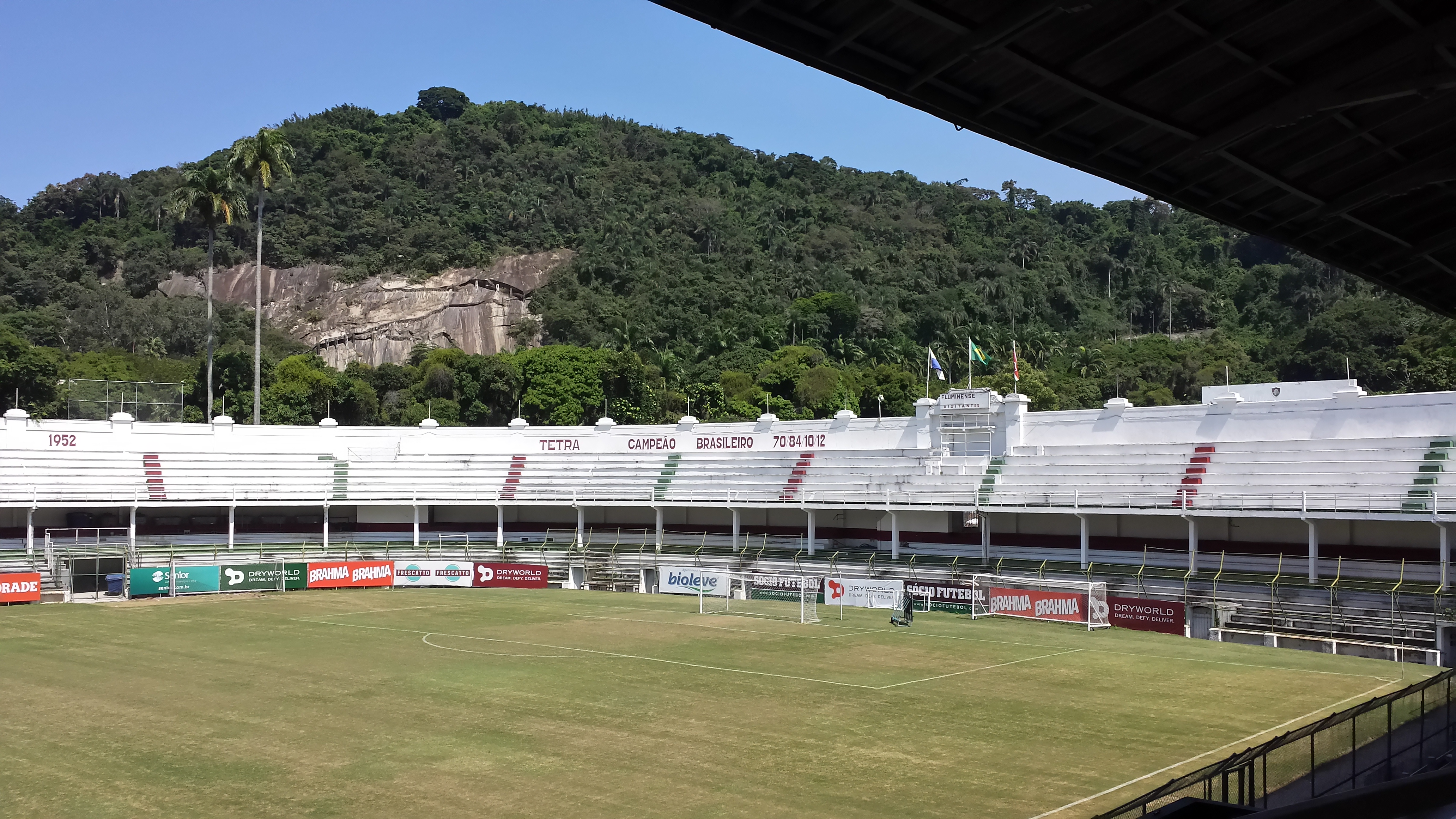
Vista da fechadura do anel preservada.

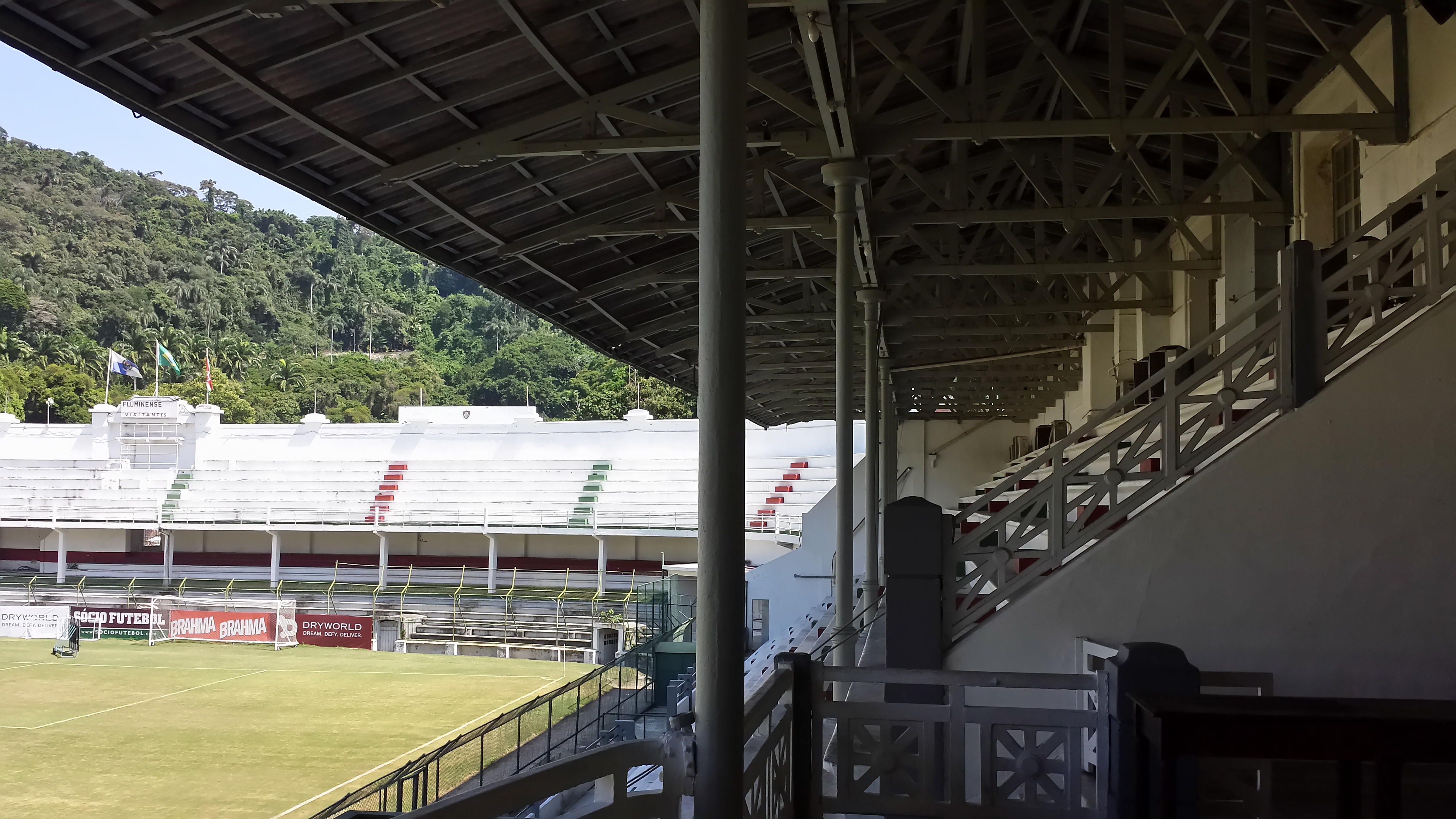
Vista parcial da Tribuna Social.

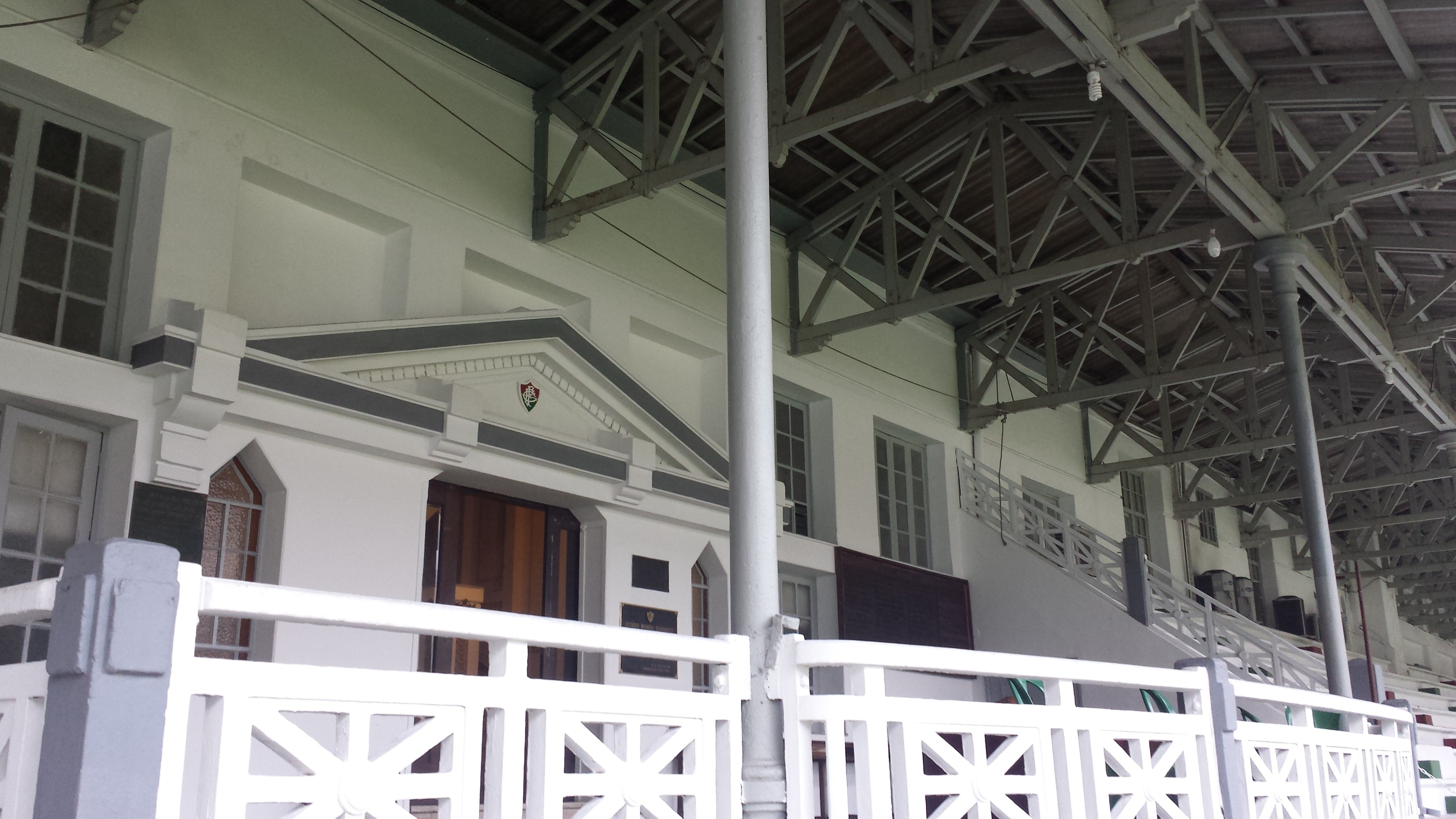
Tribuna de Honra.

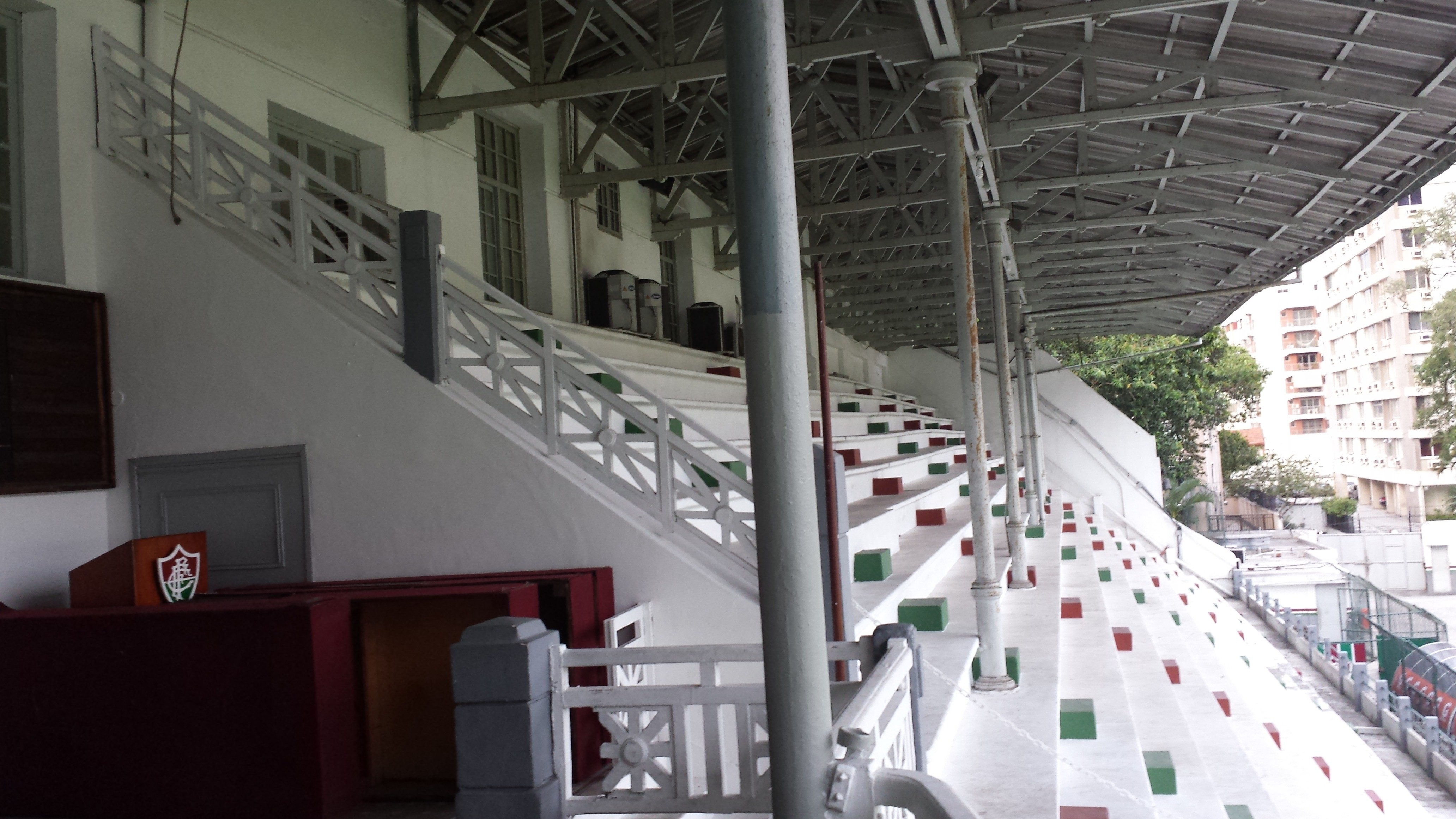
O outro lado da Tribuna Social.

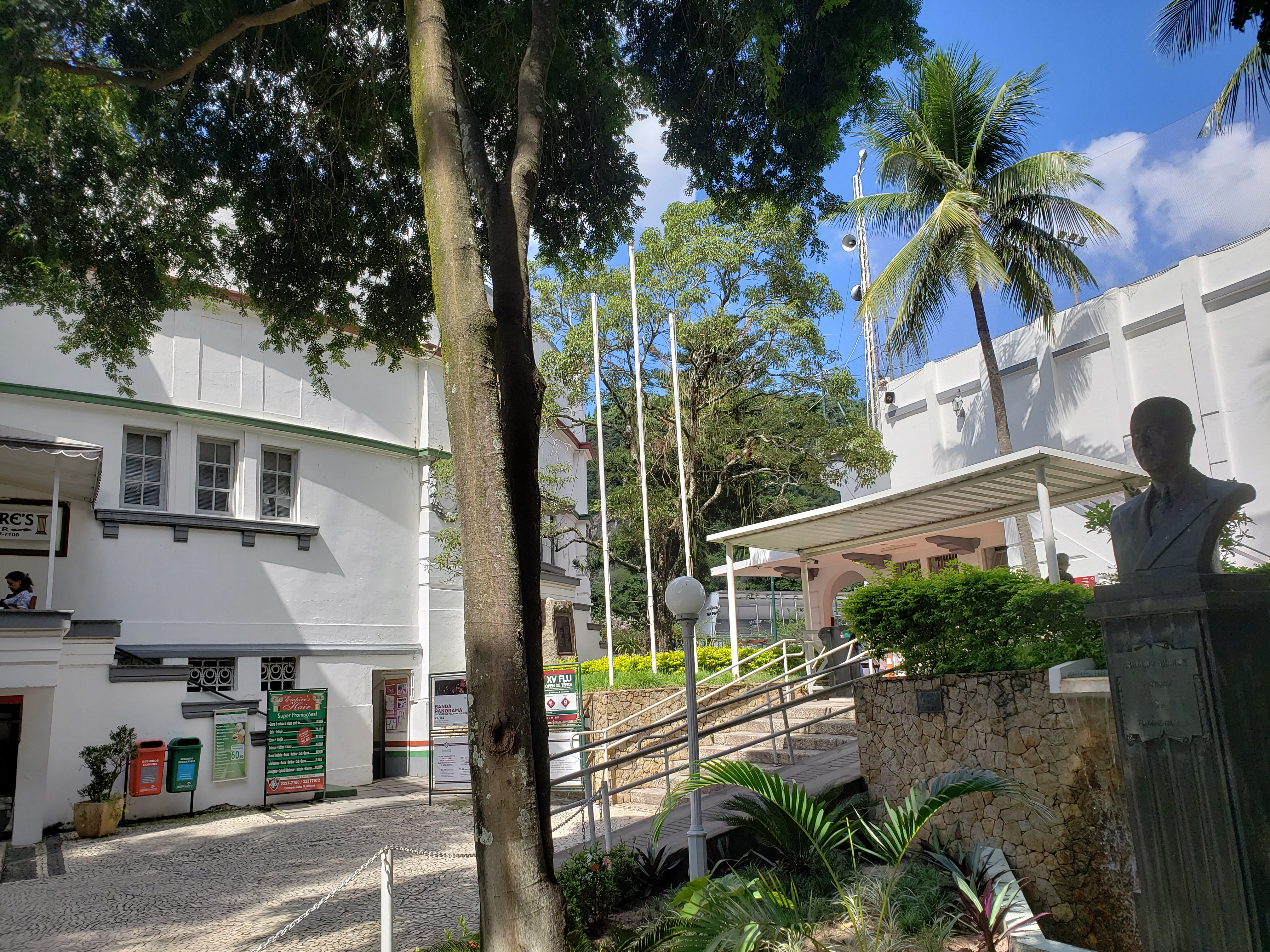
Limite entre o estádio e as demais áreas esportivas e busto de Arnaldo Guinle.

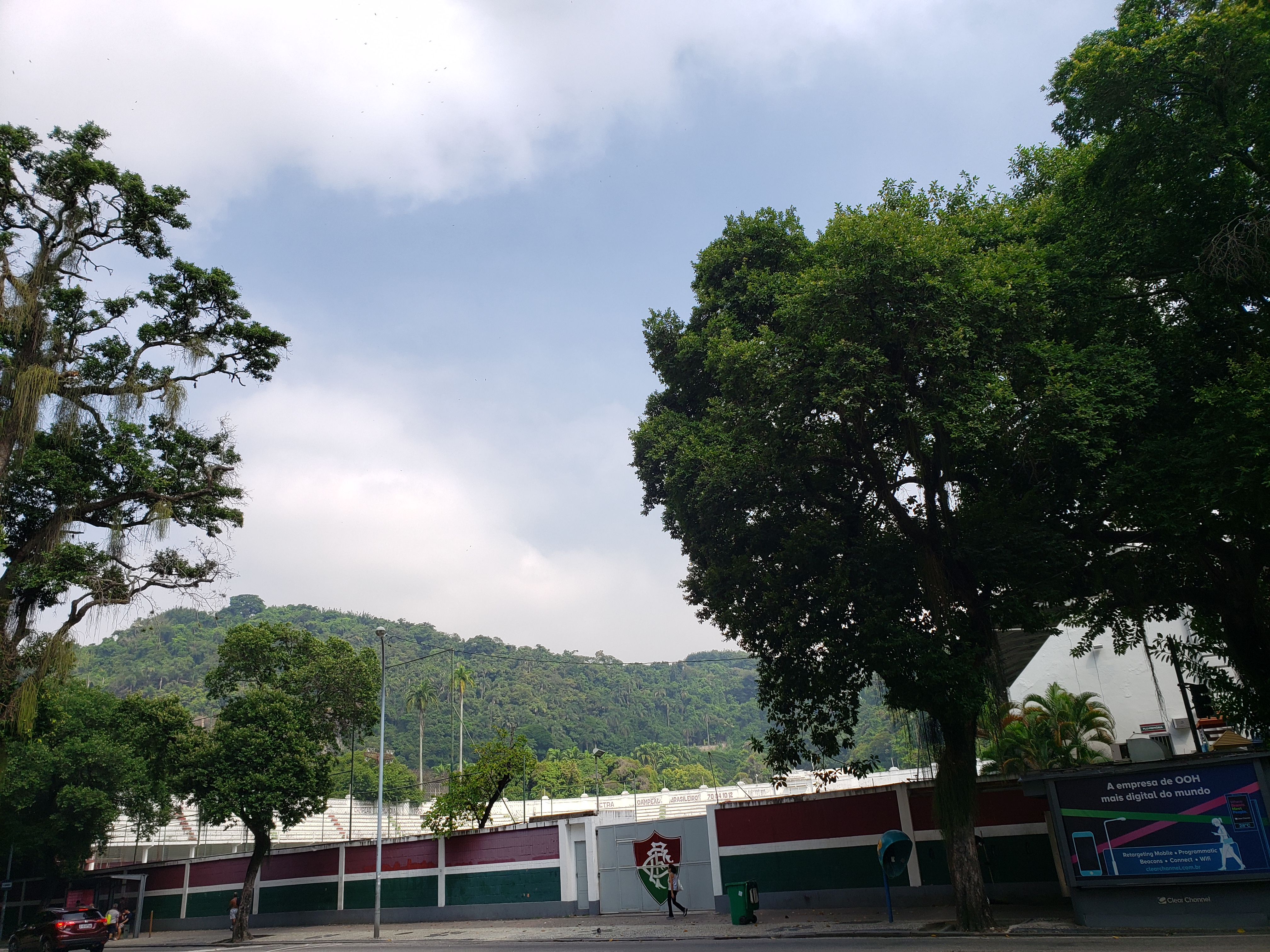
Vista da Rua Pinheiro Machado.

Sobre o comparecimento de sócios, que não pagavam por ingressos, aos jogos do Fluminense, publicou o Jornal dos Sports em 24 de outubro de 1945, que 6.000 sócios comumente compareciam aos jogos.
Em algumas ocasiões, além dos sócios do Fluminense e seus dependentes, em jogos com o mando de campo do adversário ou em amistosos, os sócios dos outros clubes também poderiam comparecer aos jogos sem pagar por ingressos. Por exemplo, no amistoso Fluminense 4 a 3 Flamengo, realizado no dia 27 de junho de 1937, 12.000 sócios dos dois clubes estiveram presentes, além dos 14.755 pagantes registrados naquele dia. Em geral, nas primeiras décadas o número de sócios não era contabilizado, bastando a apresentação da carteira de associação e do comprovante da mensalidade pago, para os sócios, que poderiam estar acompanhados de suas esposas e de até duas filhas solteiras, terem acesso às cadeiras numeradas ou às arquibancadas em caso de lotação.
Demolição parcial
No final da década de 1950, a administração carioca entrou em conflito com o clube por causa das obras de duplicação da Rua Pinheiro Machado, cujo novo traçado passaria pelo terreno do estádio. Em 1961, após 2 anos de entendimentos iniciados com a Prefeitura do antigo Distrito Federal e, posteriormente com o Governo do então Estado da Guanabara, o Flu teve parte de seu terreno desapropriado pela Sursan, em uma faixa de terreno situada na Rua Pinheiro Machado, com a demolição parcial tendo ocorrido em 21 de dezembro de 1961.
O Fluminense Football Club, pela desapropriação de uma área de 1.084,95 metros quadrados, recebeu a quantia em dinheiro de Cr$ 49.703.000,00 e mais as áreas remanescentes dos terrenos da esquina das Ruas Álvaro Chaves e Pinheiro Machado, no valor de Cr$ 31.355.000,00. Embora perdendo uma lateral de arquibancada, o Fluminense prestava novamente à cidade mais um serviço, embora com o sacrifício de seu próprio patrimônio.
Jogos pelo Campeonato Carioca
Pelo Campeonato Carioca o Fluminense realizou 540 jogos em Laranjeiras, com 367 vitórias, 88 empates e 85 derrotas, 1507 gols a favor e 634 gols contra.
Jogos pelo Campeonato Brasileiro
O Fluminense disputou em Laranjeiras 55 jogos pelo Campeonato Brasileiro Unificado, com 30 vitórias, 12 empates e 13 derrotas, 90 gols a favor e 55 gols contra.
Jogos pela Copa Conmebol
Na década de 1990 o Fluminense receberia dois jogos pela antiga Copa Conmebol em seu estádio: vitória sobre o Clube Atlético Mineiro por 2 a 0 em 1993 e empate por 2 a 2 com o Club Guaraní do Paraguai em 1996.
Estádio Manoel Schwartz
Ao Estádio das Laranjeiras foi concedido em 2004 o nome de Manoel Schwartz, vitorioso ex-presidente do Fluminense na década de 1980, cujo maior título foi o campeonato brasileiro de 1984.
Século XXI
Hoje em dia, a capacidade do estádio apresenta-se reduzida para 4 300 torcedores por questões de falta de manutenção e de segurança, e o campo mede 70 x 104 metros. Tal redução deveu-se a uma desapropriação para a duplicação da Rua Pinheiro Machado, necessária para o escoamento do trânsito do Túnel Santa Bárbara e o crescimento do bairro de Laranjeiras, além das citadas questões de segurança, pois algumas áreas do estádio requerem reformas para que ele possa comportar cerca de 8 000 pessoas.
O Estádio é anexo ao Palácio Guanabara, sede do Governo do Estado do Rio de Janeiro e antiga sede da República Federativa do Brasil. Apesar de toda a tradição de Laranjeiras, entretanto, foi no Maracanã que o Fluminense conquistou suas maiores glórias nas últimas décadas, dada a diferença de capacidade entre os dois estádios e a redução ocorrida em Laranjeiras a partir de 1961.
Em 2014, a equipe de segundos quadros do Fluminense empatou por 0 a 0 com o Exeter City em comemoração ao centenário da Seleção Brasileira, com o clube inglês vindo a receber a Taça Marcos Carneiro de Mendonça.
Futebol Evolución Conmebol
Durante a realização da Copa América de 2019, o Estádio de Laranjeiras recebeu o Festival de Futebol Evolución Conmebol, parceria entre a Conmebol, a CBF e o Fluminense, que teve por objetivo fomentar o legado da Copa América no Brasil. O Futebol Evolución Conmebol é um projeto social que reuniu cerca de 200 meninos e meninas, com idades variando entre 9 e 13 anos de idade, que participaram de atividades esportivas e culturais no estádio de na sede do Fluminense. Os jovens receberam mais informações sobre os países que compõe a América do Sul e sobre os valores que o festival propõe: União, Paixão, Coragem, Compromisso, Determinação, Visão, Raça, Audácia, Foco e Força.

## Estatísticas
Fluminense
O Fluminense não joga mais partidas oficiais no Estádio das Laranjeiras, onde disputou 859 partidas, com 539 vitórias, 163 empates, 157 derrotas, 2.142 gols pró e 1034 gols contra, até o último jogo disputado, em 26 de fevereiro de 2003, empate de 3 a 3 contra o Americano Futebol Clube em jogo válido pelo Campeonato Carioca, onde também o Tricolor conquistou doze títulos de campeão oficiais, sem considerar torneios início, que somam outros seis títulos. O Fluminense, quando tem o mando de campo, utiliza principalmente o Estádio do Maracanã, estádio onde o Flu mais atuou, sendo Laranjeiras o segundo.
Outros clubes
Laranjeiras é o segundo estádio onde o Flamengo mais atuou, com o rubro-negro tendo disputado 269 partidas, sagrando-se campeão carioca em 1921 e em 1942.
Três títulos foram conquistados pelo America em Laranjeiras, os campeonatos cariocas de 1913 e 1935 e o Torneio Relâmpago de 1945, local onde o clube rubro atuou em 184 ocasiões e onde aplicou a segunda maior goleada de sua história, 10 a 1 contra o Haddock Lobo em 1910.
O Vasco da Gama disputou 102 partidas em Laranjeiras, entre elas a sua primeira partida internacional em 1923, e duas que redundaram nas conquistas dos campeonatos cariocas de 1923 e de 1929, além da segunda maior goleada de sua história, 12 a 0 contra o Paladino em 1937.
O Botafogo sagrou-se campeão carioca em 1930 e do Torneio Municipal de 1951 no Estádio de Laranjeiras.
O Bangu conquistou o Campeonato Carioca de 1933 no estádio do Fluminense, o quinto estádio onde o clube banguense mais atuou, com 147 partidas disputadas, e ao vencer o Fluminense, que não tinha mais chances de sagrar-se campeão, por 2 a 1, também conquistou nesse estádio o Torneio Quadrangular do Rio de Janeiro de 1957, levantando a Taça A. J. Renner, que teve ainda as participações do Vasco da Gama e do Renner-RS.
Seleções estaduais
Cinco títulos do Campeonato Brasileiro de Seleções Estaduais foram decididos em Laranjeiras, com 3 vitórias da Seleção Paulista e duas da Seleção Carioca.
Artilheiros do Fluminense em Laranjeiras
1. Preguinho: 78.
2. Russo: 74.
3. Welfare: 71.
4. Hércules: 60.
5. Orlando Pingo de Ouro: 49.
6. Alfredinho: 43.
7. Edwin Cox: 44.
8. Ézio: 44.
9. Romeu: 42.
10. Emile Etchegaray: 40.

Mais atuaram pelo Fluminense em Laranjeiras
1. Brant: 119.
2. Ivan Mariz: 115.
3. Batatais: 115.
4. Fortes: 107.
5. Russo: 107.
6. Oswaldo Gomes: 97.
7. Preguinho: 92.
8. Castilho: 92.
9. Alfredinho: 87.
10. Romeu: 84.
11. Machado: 84.

## Retrospecto contra campeões cariocas
A seguir o retrospecto do Fluminense contra clubes campeões cariocas, em Laranjeiras.
| America                                                                                                  | 73  | 38           | 20          | 15          | 154          | 107          | +47  |
| Flamengo                                                                                                 | 70  | 23           | 23          | 24          | 111          | 118          | -7   |
| Bangu | 59  | 36           | 12          | 11          | 184          | 83           | +101 |
| São Cristóvão                                                                                            | 54  | 40           | 6           | 8           | 155          | 54           | +101 |
| Botafogo                                                                                                 | 49  | 27           | 13          | 9           | 118          | 79           | +40  |
| Vasco | 39  | 19           | 15          | 5           | 79           | 68           | +11  |
| Paissandu                                                                                                | 15  | 10           | 4           | 1           | 50           | 26           | +24  |
| Total | 359 | 193 (53,77%) | 93 (25,90%) | 73 (20,33%) | 851 (61,40%) | 535 (38,60%) | +316 |
| J - jogos; V - vitórias; D - derrotas; E - empates; GP - gols pró; GC - gols contra; SG - saldo de gols; |     |              |             |             |              |              |      |

## Retrospecto contra campeões brasileiros
A seguir o retrospecto do Fluminense contra clubes campeões brasileiros de outros estados, em Laranjeiras.
| Palmeiras                                                                                                | 10 | 5           | 3           | 2           | 26           | 23           | +3  |
| São Paulo                                                                                                | 10 | 5           | 1           | 4           | 24           | 20           | +4  |
| Atlético-MG                                                                                              | 9  | 7           | 0           | 2           | 24           | 7            | +23 |
| Santos                                                                                                   | 9  | 6           | 2           | 1           | 26           | 11           | +15 |
| Cruzeiro                                                                                                 | 8  | 5           | 2           | 1           | 18           | 11           | +7  |
| Sport | 7  | 4           | 1           | 2           | 10           | 5            | +5  |
| Internacional                                                                                            | 6  | 5           | 0           | 1           | 12           | 7            | +5  |
| Bahia | 5  | 2           | 1           | 2           | 7            | 7            | 0   |
| Guarani                                                                                                  | 4  | 2           | 1           | 1           | 8            | 3            | +5  |
| Atlético-PR                                                                                              | 3  | 0           | 3           | 0           | 2            | 7            | -5  |
| Corinthians                                                                                              | 3  | 1           | 0           | 2           | 9            | 7            | +2  |
| Grêmio                                                                                                   | 3  | 3           | 0           | 0           | 10           | 5            | +5  |
| Coritiba                                                                                                 | 1  | 1           | 0           | 0           | 2            | 0            | +2  |
| Total | 78 | 46 (58,97%) | 14 (17,96%) | 18 (23,07%) | 175 (60,76%) | 113 (39,24%) | +60 |
| J - jogos; V - vitórias; D - derrotas; E - empates; GP - gols pró; GC - gols contra; SG - saldo de gols; |    |             |             |             |              |              |     |

## Jogos da Seleção Brasileira
Durante dezoito anos a Seleção Brasileira jogou em Laranjeiras, disputando 18 jogos, com 13 vitórias e 5 empates, 51 gols pró (média de 3,92) e 16 gols contra (média de 0,88).

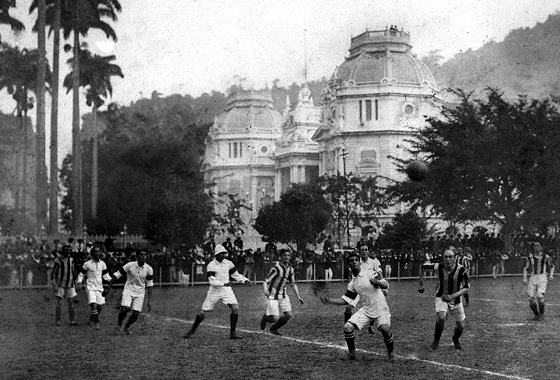
Jogo: Brasil v. Exeter City, em 21 de julho de 1914.

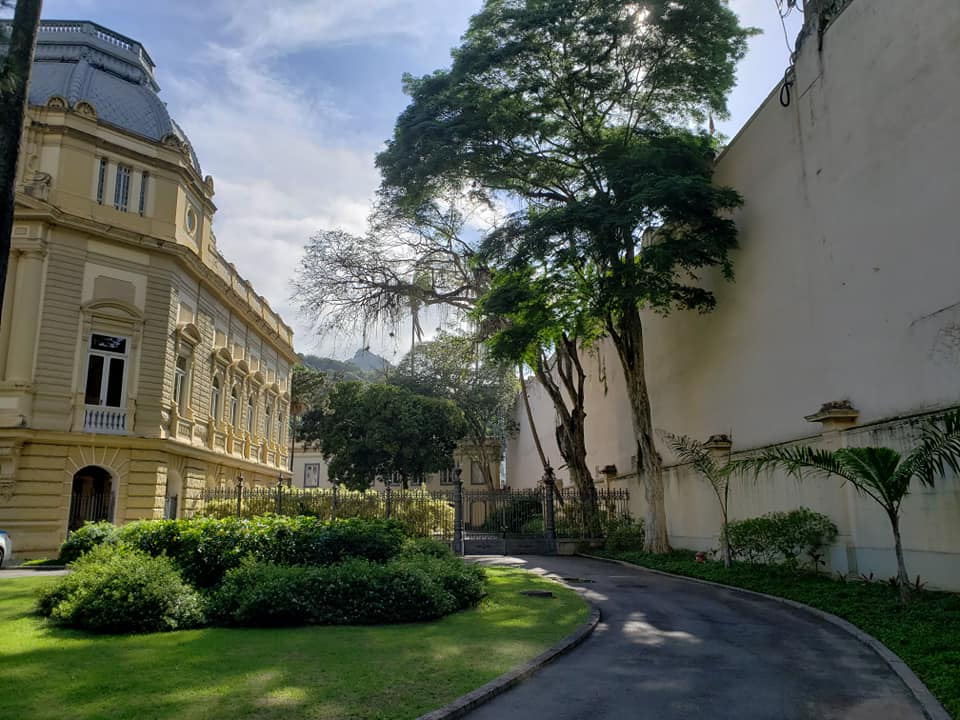
Muro entre o Palácio Guanabara e o estádio em 2019.

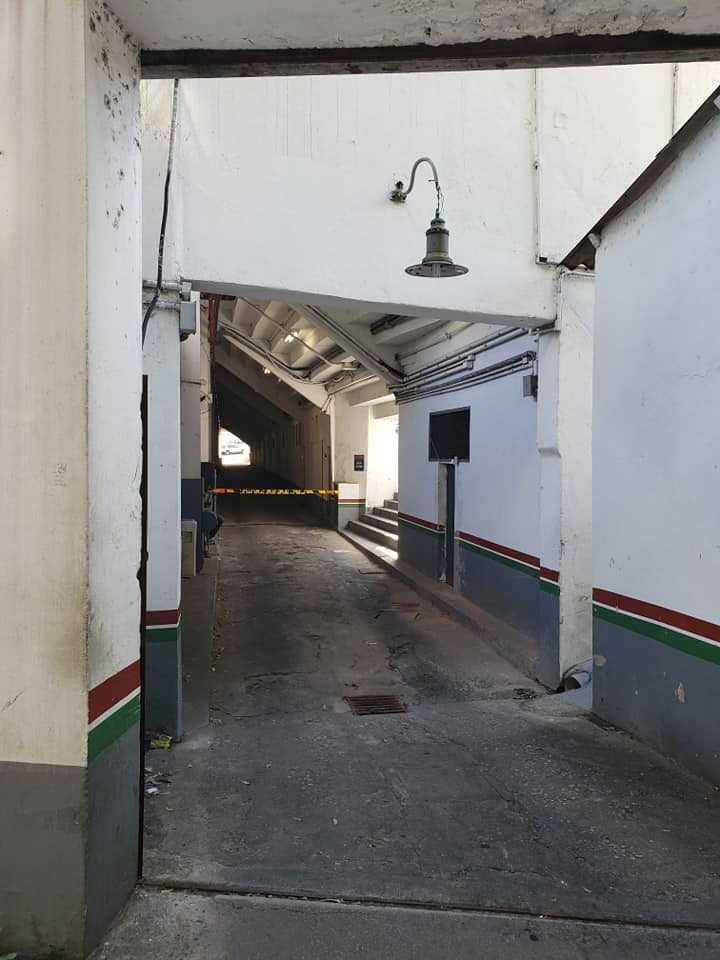
Entrada das arquibancadas.

1)  Brasil 2–0  Exeter City, 21 de julho de 1914, p. 10.000, 12.000 ou 13.000.
1: Antes da construção das novas arquibancadas, antigo campo da Rua Guanabara.

2: Primeiro jogo da história da Seleção Brasileira.

3: Oswaldo Gomes do Fluminense, autor do primeiro gol do Seleção Brasileira.
2)  Brasil 6–0  Chile, 11 de maio de 1919, p. 20.000.
 Primeiro jogo da Seleção do Chile contra a Seleção Brasileira no Brasil.
3)  Brasil 3–1  Argentina, 18 de maio de 1919, p. 21.000.
 Primeiro jogo da Seleção da Argentina contra a Seleção Brasileira no Brasil.
4)  Brasil 2–2  Uruguai, 25 de maio de 1919, p. 23.000.
 Primeiro jogo da Seleção do Uruguai contra a Seleção Brasileira no Brasil.
5)  Brasil 1–0  Uruguai, 29 de maio de 1919, p. 28.000.
' Brasil campeão sul americano.
6)  Brasil 3–3  Argentina, 1 de junho de 1919, p. 22.000.
 Brasil campeão da Taça Roberto Chery.
7)  Brasil 1–1  Chile, 17 de setembro de 1922, p. 30.000.
8)  Brasil 1–1  Paraguai, 24 de setembro de 1922, p. 22.000.
 Primeiro jogo da Seleção do Paraguai contra a Seleção Brasileira no Brasil.
9)  Brasil 0–0  Uruguai, 1 de outubro de 1922, p. 30.000.
10)  Brasil 2–0  Argentina, 15 de outubro de 1922, p. 22.000.
11)  Brasil 3–0  Paraguai, 22 de outubro de 1922, p. 25.000.
 Brasil bicampeão Sul Americano.
12)  Brasil 5–0  Motherwell, 24 de junho de 1928, p. 19.266.
13)  Brasil 2–0  Ferencváros, 10 de julho de 1929, p. 18.667.
14)  Brasil 3–2  França, 1 de agosto de 1930, p. 15.000.
 Primeiro jogo de uma seleção europeia no Brasil e contra a Seleção da França na história.
15)  Brasil 4–1  Iugoslávia, 10 de agosto de 1930, p. 8.000.
 Primeiro jogo da Seleção da Iugoslávia contra a Seleção Brasileira no Brasil.
16)  Brasil 4–3  Estados Unidos, 17 de agosto de 1930, p. 16.500.
 Primeiro jogo contra a Seleção dos Estados Unidos contra a Seleção Brasileira.
17)  Brasil 2–0  Uruguai, 6 de setembro de 1931, p. 15.000.
 Brasil campeão da Copa Rio Branco.
18)  Brasil 7–2  Andarahy (RJ), 27 de Novembro de 1932.

## Jogos entre seleções estrangeiras
- Veja nos artigos abaixo, os jogos válidos por competições oficiais:
- Campeonato Sul-Americano de Futebol de 1919
- Campeonato Sul-Americano de Futebol de 1922

## Maiores públicos
- Públicos pagantes confirmados que não incluíam os sócios do Fluminense, em jogos desse clube.[18][40]

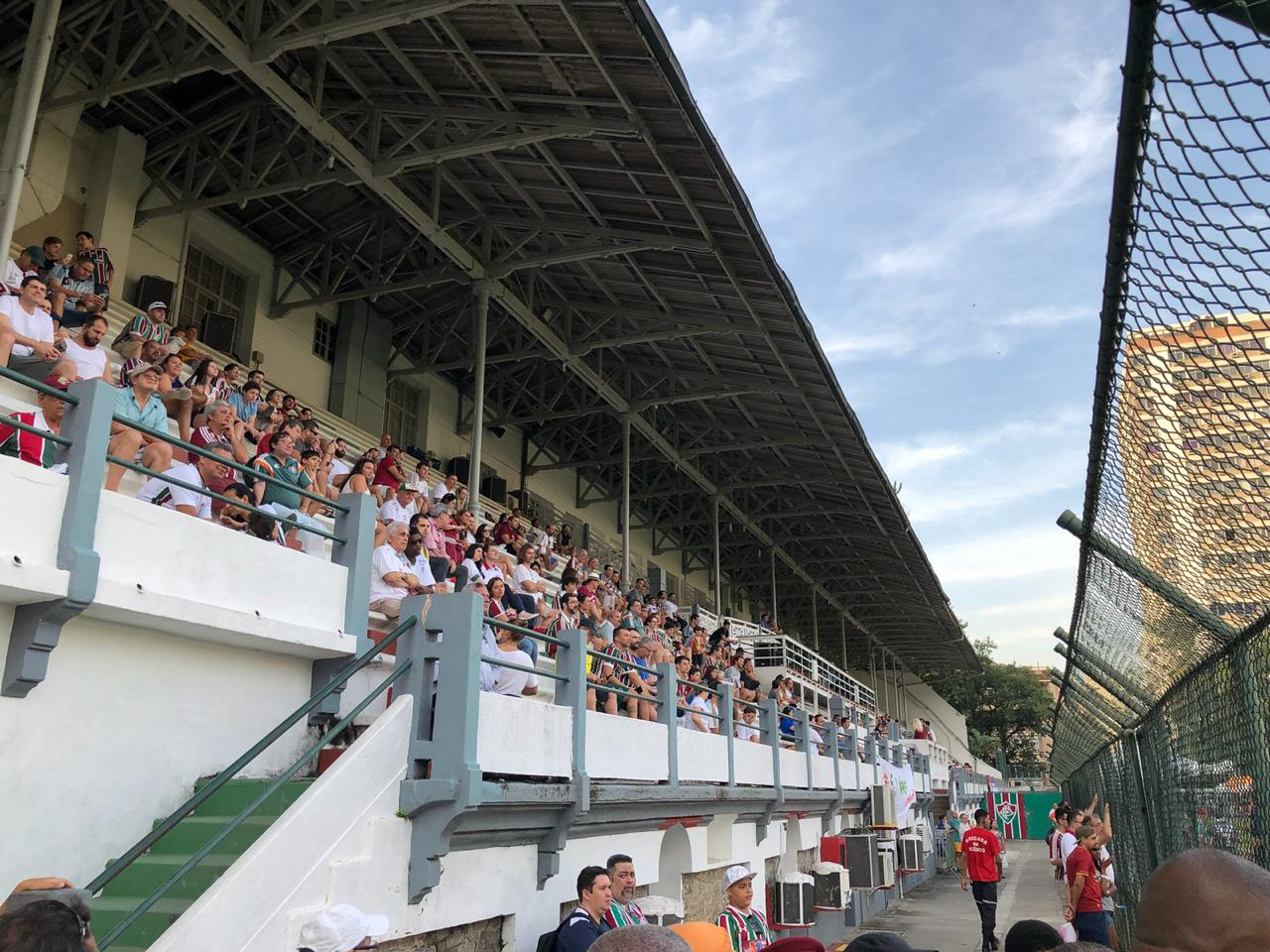
Torcida na Tribuna em jogo festivo no aniversário do clube em 2016.

1. 25.718, Fluminense 3–1 Flamengo, Campeonato Carioca, 14 de junho de 1925
2. 22.476, Fluminense 1–2 Vasco, Campeonato Carioca, 17 de maio de 1925
3. 21.913, Fluminense 2–1 Vasco, Campeonato Carioca, 23 de maio de 1926
4. 21.783, Fluminense 5–1 Vasco, Campeonato Carioca, 22 de novembro de 1925
5. 21.191, Fluminense 2–5 Flamengo, Campeonato Carioca, 1 de setembro de 1946
6. 20.799, Fluminense 1–3 Vasco, Campeonato Carioca, 2 de setembro de 1945
7. 20.149, Fluminense 1–0 America, Campeonato Carioca, 27 de outubro de 1946
8. 19.936, Fluminense 2–2 Flamengo, Campeonato Carioca, 14 de maio de 1939
9. 19.804, Fluminense 1–0 Flamengo, Campeonato Carioca, 22 de novembro de 1937
10. 19.755, Fluminense 2–1 Vasco, Campeonato Carioca, 2 de setembro de 1944
11. 19.702, Fluminense 2–5 Flamengo, Campeonato Carioca, 20 de novembro de 1938
12. 19.125, Fluminense 2–2 Flamengo, Torneio Aberto, 16 de agosto de 1936
13. 18.982, Fluminense 3–5 Vasco, Campeonato Carioca, 7 de agosto de 1949
14. 18.667, Fluminense 2–3 São Cristóvão, Amistoso, 10 de jullho de 1929
15. 18.599, Fluminense 4–2 Flamengo, Campeonato Carioca, 19 de outubro de 1941
16. 18.153, Fluminense 0–2 Vasco, Campeonato Carioca, 5 de dezembro de 1948
17. 18.061, Fluminense 2–3 Vasco, Campeonato Carioca, 3 de novembro de 1946
18. 17.894, Fluminense 1–1 Flamengo, Campeonato Carioca, 29 de agosto de 1948
19. 17.811, Fluminense 0–0 Flamengo, Campeonato Carioca, 19 de agosto de 1944
20. 17.638, Fluminense 4–1 Vasco, Torneio Municipal, 19 de junho de 1946

- Jogos com públicos presentes estimados pela imprensa e número de pagantes desconhecidos.[40]

40.000, Fluminense 4–1 Sporting, Amistoso, 15 de julho de 1928
40.000, Fluminense 4–2 Botafogo, Amistoso, 25 de julho de 1929
30.000, Fluminense 4–0 Flamengo, Campeonato Carioca, 21 de dezembro de 1919
30.000, Fluminense 3–1 Vasco, Campeonato Carioca, 7 de maio de 1933
25.000, Fluminense 0–1 Paulistano, Amistoso, 14 de julho de 1925
25.000, Fluminense 0–1 Ferencváros, Amistoso, 21 de junho de 1931
20.000, Fluminense 0–2 America, Campeonato Carioca, 17 de junho de 1928
20.000, Fluminense 4–2 Grêmio, Taça Brasil, 19 de outubro de 1960